# Гран (Норвегия)
Гран (норв. Gran) — коммуна в губернии Оппланн в Норвегии. Административный центр коммуны — город Ярен. Официальный язык коммуны — букмол. Население коммуны на 2009 год составляло 13 189 чел. Площадь коммуны Гран — 758,24 км², код-идентификатор — 0534.

## История населения коммуны
Население коммуны за последние 60 лет.

Статистика коммуны Гран